# Мурмарова
Мурмарова — деревня в Кудымкарском районе Пермского края. Входит в состав Егвинского сельского поселения. Располагается на реке Шоръег севернее от города Кудымкара. Расстояние до районного центра составляет 13 км. По данным Всероссийской переписи населения 2010 года, в деревне проживало 63 человека (30 мужчин и 33 женщины).

## История
По данным на 1 июля 1963 года, в деревне проживало 163 человека. Населённый пункт входил в состав Алековского сельсовета.